# MorenoVision
MorenoVisión es un canal de televisión argentino. Es perteneciente al grupo cableoperador TeleRed, cuyo contenido es de programación local, el cual se recibe solamente a través del cable en la frecuencia 7 de la grilla analógica y 41 de la grilla digital.
Uno de los formatos que es bandera en el canal es "Edición Central Noticias", el informativo que se emite de lunes a viernes a las 19hs. con la conducción de Valentina Mesa y la edición de Cristian Armagno.
Transmite también en el Sistema Digital para las ciudades de General Rodríguez, San Miguel, José C. Paz, Malvinas Argentinas, Pilar, Escobar, Mercedes, Suipacha, Luján, Tres de Febrero y Lincoln, por lo que la empresa propietaria del canal tiene estas ciudades como áreas de cobertura.